# Định mệnh
Định mệnh, đôi khi được gọi là số phận, là một quá trình được xác định trước của các sự kiện. Nó có thể được hình thành như một tương lai định trước, cho dù nói chung hay của một cá nhân.

## Số phận

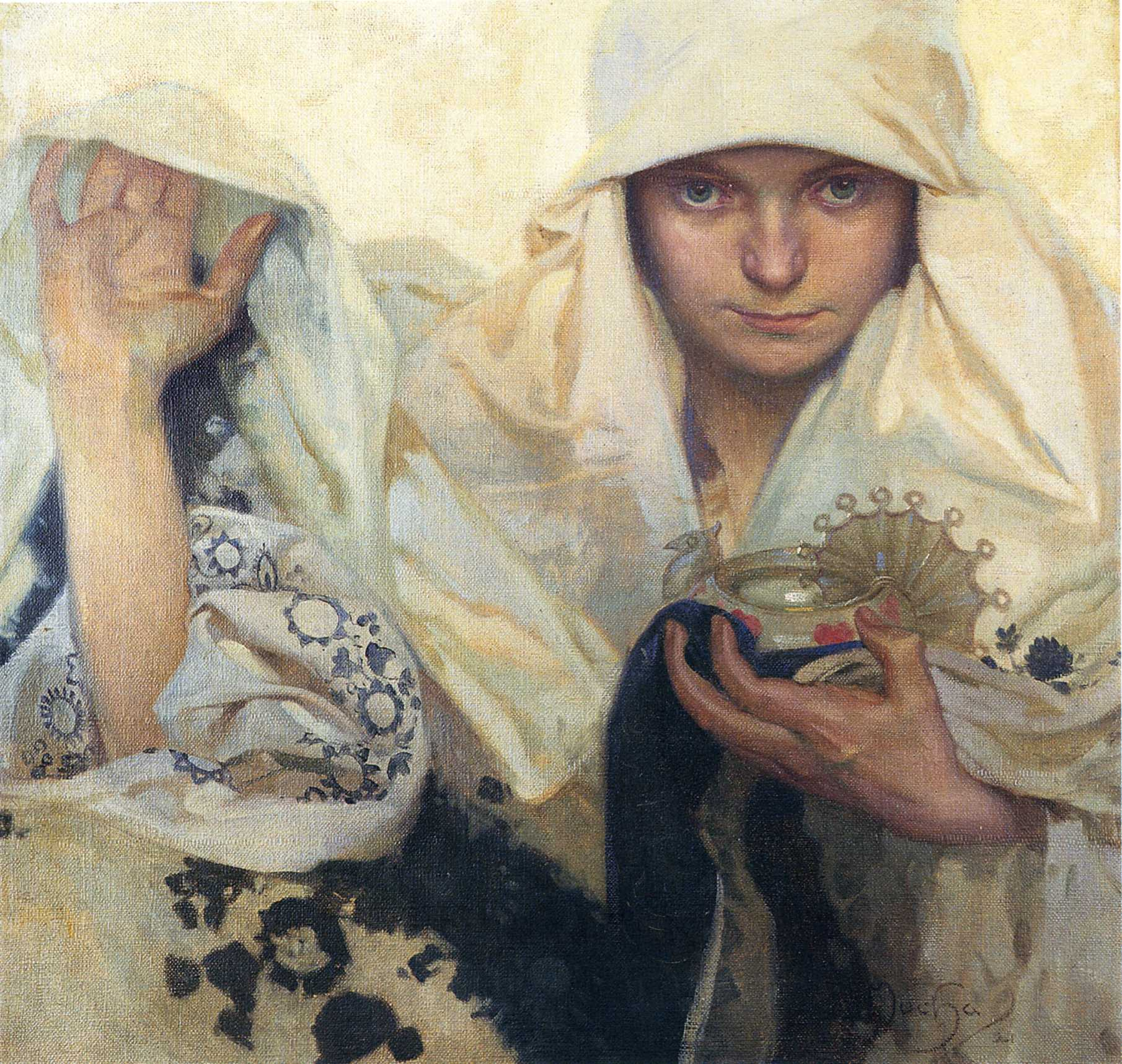
Số phận, bởi Alphonse Manya

Mặc dù thường được sử dụng thay thế cho nhau, các từ "định mệnh" và "số phận" có ý nghĩa riêng biệt.
- Sử dụng truyền thống định nghĩa số phận là một quyền lực hoặc cơ quan định trước và ra lệnh cho các sự kiện. Số phận định nghĩa các sự kiện là theo thứ tự hoặc "không thể tránh khỏi" và không thể tránh khỏi. Đây là một khái niệm dựa trên niềm tin rằng có một trật tự tự nhiên cố định đối với vũ trụ, và trong một số quan niệm, vũ trụ. Thần thoại cổ điển và châu Âu có nhân cách hóa "những người quay số mệnh", được gọi là Moirai trong thần thoại Hy Lạp,[3] Parcae trong thần thoại La Mã và Norns trong thần thoại Bắc Âu. Họ xác định các sự kiện của thế giới thông qua sự xoay tròn huyền bí của những sợi chỉ đại diện cho số phận của con người. Số phận thường được quan niệm là cảm hứng thiêng liêng.
- Số phận là nói về hiện tại, nơi mà mọi quyết định của một cá nhân đã đưa họ đến kịch bản hiện tại của họ. Tuy nhiên, định mệnh là kịch bản tương lai được xác định bởi các quyết định mà một cá nhân sẽ đưa ra.
- Định mệnh được sử dụng liên quan đến tính hữu hạn của các sự kiện khi chúng tự giải quyết; và với ý nghĩa tương tự của "đích đến", được chiếu vào tương lai để trở thành dòng chảy của các sự kiện khi chúng sẽ tự giải quyết.
- Chủ nghĩa số mệnh đề cập đến niềm tin rằng các sự kiện được cố định bởi số phận là không thể thay đổi bởi bất kỳ loại cơ quan nào của con người. Nói cách khác, con người không thể thay đổi số phận của chính mình hoặc số phận của người khác.[1]

## Triết học
Triết lý về các khái niệm định mệnh và số phận đã tồn tại từ thời Hy Lạp với các nhóm như nhóm khắc kỷ và nhóm hưởng lạc (Epicureans).
Những người theo chủ nghĩa khắc kỷ tin rằng cuối cùng các quyết định và hành động của con người đã đi theo một kế hoạch thiêng liêng do một vị thần nghĩ ra.    Họ tuyên bố rằng mặc dù về mặt lý thuyết con người có ý chí tự do, linh hồn của họ và hoàn cảnh mà họ sống đều là một phần của mạng lưới số phận.
Những người theo chủ nghĩa hưởng lạc đã thách thức niềm tin của người khắc kỷ bằng cách phủ nhận sự tồn tại của số phận thiêng liêng này. Họ tin rằng hành động của một con người là tự phát miễn là các hành động này là hợp lý.
Trong ngôn ngữ hàng ngày, "định mệnh" và "số phận" là đồng nghĩa, nhưng liên quan đến triết học thế kỷ 19, các từ đã đạt được ý nghĩa khác nhau vốn có.
Đối với Arthur Schopenhauer, định mệnh chỉ là một biểu hiện của Ý chí sống, có thể đồng thời là định mệnh sống và lựa chọn số phận vượt trội, bằng Nghệ thuật, Đạo đức và Khổ tu.
Đối với Friedrich Nietzsche, định mệnh giữ hình thức Amor fati (Tình yêu định mệnh) thông qua yếu tố quan trọng trong triết lý của Nietzsche, "ý chí quyền lực" (der Wille zur Macht), nền tảng của hành vi con người, chịu ảnh hưởng của Ý chí sống Schopenhauer. Nhưng khái niệm này có thể có những góc nhìn khác, mặc dù ông, ở nhiều nơi, đã thấy ý chí quyền lực là một yếu tố mạnh mẽ để thích nghi hoặc sống sót theo cách tốt hơn. Nietzsche cuối cùng đã biến ý tưởng về vật chất thành trung tâm lực lượng thành vật chất là trung tâm ý chí để nắm quyền lực như định mệnh của loài người phải đối mặt với Amor fati. Thành ngữ Amor fati được Nietzsche sử dụng nhiều lần như là sự chấp nhận lựa chọn số phận, nhưng theo cách đó nó lại trở thành một thứ khác, chính xác là một định mệnh theo "lựa chọn".
Chủ nghĩa quyết định là một khái niệm triết học thường bị nhầm lẫn với số phận. Nó có thể được định nghĩa là khái niệm rằng tất cả ý định / hành động được xác định một cách nhân quả bởi đỉnh điểm của hoàn cảnh hiện tại của một tác nhân; Nói một cách đơn giản, mọi thứ xảy ra đều được xác định bởi những điều đã xảy ra. Chủ nghĩa quyết định khác với số phận ở chỗ nó không bao giờ được quan niệm là một quan niệm tâm linh, tôn giáo hay chiêm tinh; số phận thường được coi là "được cho" hoặc "sắc lệnh" trong khi chủ nghĩa quyết định là "gây ra". Các nhà triết học có ảnh hưởng như Robert Kane (triết gia), Thomas Nagel, Roderick Chisholm và A. J. Ayer đã viết về khái niệm này.

Tóm lại, thuyết định mệnh có đặc điểm chung là quan niệm triết học cho rằng quá trình thế giới, kể cả đời sống con người đều được quy định từ trước bởi một ý chí tối cao, bởi số kiếp, số phận. Con người dù muốn hay không cũng không thể tránh được. Do đó chỉ còn có thể có thái độ cam chịu. Trong thế giới cổ đại, quan niệm này được lưu hành rộng rãi và theo nó, số kiếp chẳng những thống trị con người, mà còn thống trị cả các thần linh. Nói chung, trong lịch sử, TĐM đóng vai trò tiêu cực. Một mặt, quan niệm số kiếp quy định từ trước đã kích thích thái độ thụ động, sự phục tùng mù quáng vào hoàn cảnh. Mặt khác, lòng tin vào quyền lực vô hạn của ý chí tối cao, của Chúa, đã gây ra sự cuồng tín có tính chất tôn giáo.

## Tâm lý học
Trong số các đại diện của trường phái tâm lý học chuyên sâu, đóng góp lớn nhất cho nghiên cứu về khái niệm như "định mệnh" đã được Carl Gustav Jung, Sigmund Freud và Leopold Szondi thực hiện. 